# سقیفه بنی‌ساعده

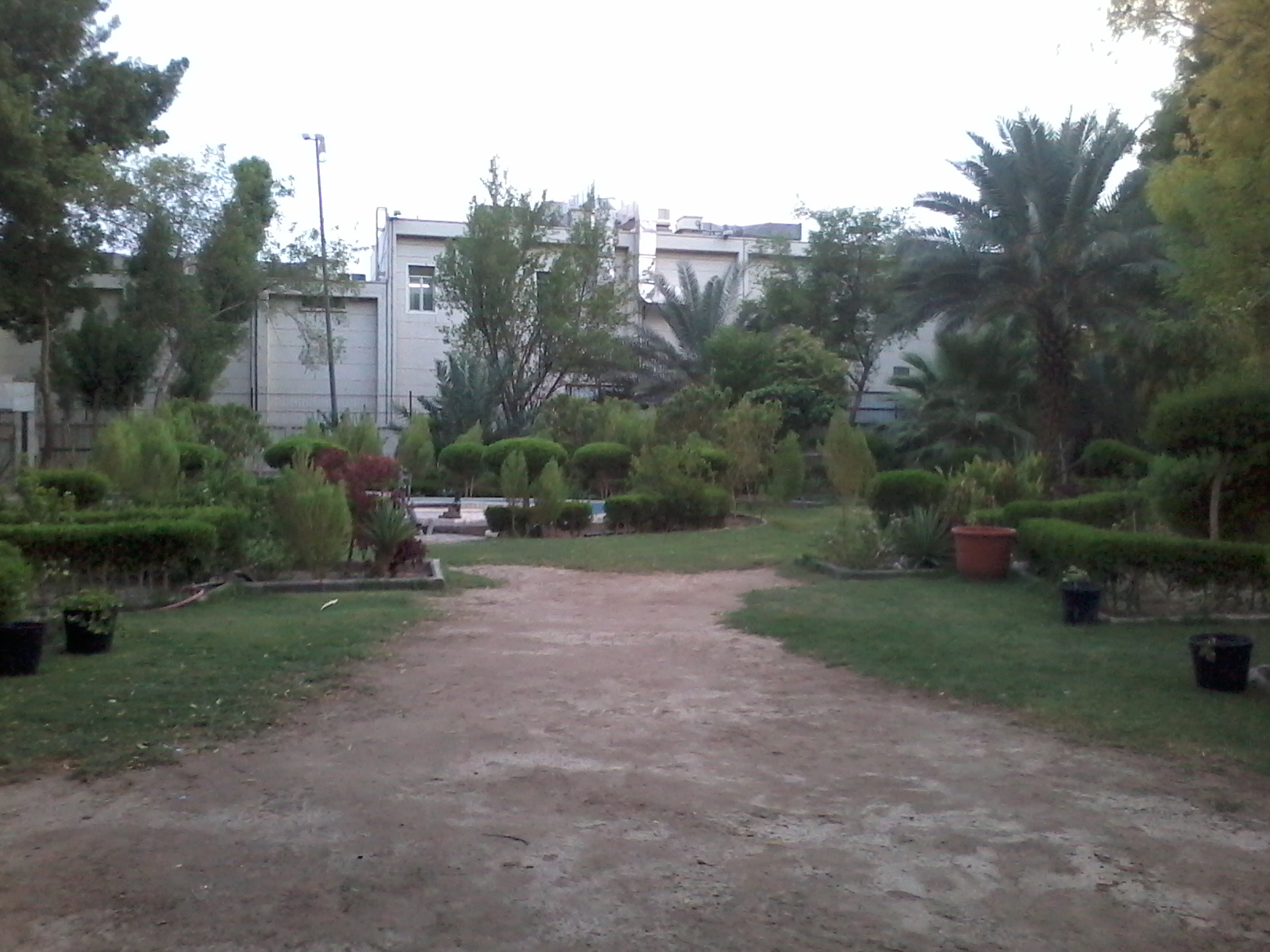
نمایی از مکان حدودی سقیفه بنی‌ساعده در مدینه

سقیفهٔ بنی‌ساعده مکانی مسقف در مدینه است که در ۱۲ ربیع الاول سال ۱۱ هجری – ۶۳۲ میلادی بلافاصله پس از درگذشت محمد بن عبدالله پیامبر اسلام عده‌ای از انصار در آن محل جمع شدند و سه نفر از مهاجرین ابوبکر و عمر و ابوعبیده بن جراح به آنها پیوستند تا علی رغم وصیت پیامبر اسلام مبنی بر جانشینی علی بن ابی طالب بعد از او به دعوت سعد بن عباده رئیس قبیلهٔ خزرج خلیفه تعیین کنند و سرانجام پس از بحث و رای‌گیری ابوبکر را انتخاب کردند.
منبع اصلی در مورد سقیفهٔ بنی ساعده به گزارش عبدالله بن عباس از واقعه برمی‌گردد. سایر منابع یا از این گزارش استفاده نموده‌اند یا بر مبنای گزارش ابن‌عباس می‌باشند. گزارش‌های دیگری با اندکی تفاوت با سلسله راویان متفاوت در منابعی مانند ابن هشام، طبری، عبدالرزاق ابن همام، احمد ابن حنبل، صحیح بخاری یافت می‌شود.

## موقعیت سقیفه
سقیفه بنی ساعده در ضلع شمال غربی مسجد النبی و بین خانه‌های قبیله بنی ساعده خزرجی قرار داشت. جلوی آن فضای وسیعی بود که اگر خود سقیفه برایشان تنگ بود از آن استفاده می‌شد. در نزدیکی آن چاهی برای بنی ساعده بود. سقیفه بعدها به ساختمان تبدیل شد و با گذشت زمان شکل آن تغییر کرد و اکنون باغی در پشت دیوار غربی مسجد النبی است.

## شرح واقعه

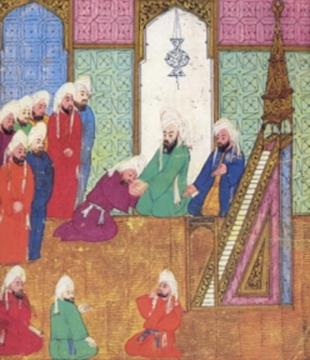
مینیاتور فارسی: سقیفه در حال بیعت با ابوبکر. در سمت راست، عمر.

بعد از درگذشت محمد بن عبدالله در تاریخ ۱۲ ربیع‌الاول سال یازدهم هجری، تعدادی از انصار در سقیفهٔ بنی‌ساعده جمع شده بودند. زبیر بن عوام، طلحه، علی بن ابی‌طالب و یاران او در خانه فاطمه جمع بودند. سه تن از مهاجرین شامل ابوبکر بن ابی قحافه و عمر بن خطاب و ابوعبیدهٔ جراح که از این اجتماع مطلع گشتند، خود را به آن‌جا رسانیدند. در اجتماع سقیفه، غیر از این سه تن، گروهی از اوسیان و نیز گروهی از خزرجیان همراه با رئیسشان سعد بن عباده (از صحابه پیامبر و رئیس عشیره بنی ساعده و خزرجیان) در حالی که مریض بود، حضور داشتند.
بحث بالا گرفت و ابتدا هر گروه فضیلتی از خویش بیان می‌کرد و خود را از گروه دیگر به امر خلافت محق‌تر می‌دانست. یکی از انصار از فضایل انصار گفت و ابوبکر در سخنرانی خود با قبول فضایل مهاجرین عنوان نمود که اعراب پس از درگذشت پیغمبر تنها از فردی از قبیله خود پیامبر اطاعت خواهند نمود و انصار نمی‌توانند جامعه‌ای که محمد به وجود آورده را حفظ نمایند. بعد از آن‌که این‌کار نتیجه نداد، ابوبکر از هر دو گروه خواست تا از اختلاف دوری کنند و به عمر بن خطاب و ابوعبیده ابن الجراح اشاره کرد و از جمع خواست تا با یکی از آن دو بیعت کنند. در این لحظه عمر گفت که با وجود شخصی چون تو بر ما سزاوار نیست که خلیفهٔ مسلمین شویم.
سپس در این هنگام حباب ابن منذر از انصار و از مجاهدین بدر پیشنهاد داد که دو امیر یکی از انصار و دیگری از مهاجرین انتخاب شوند. بعد از آن‌که سر و صدا و هیجان گروه خوابید عمر از ابوبکر خواست که دستش را جلو بیاورد و با او بیعت نمود. به‌دنبال او سایر مهاجرین و انصار نیز با ابوبکر بیعت نمودند. سقیفه هنگامی کاملاً به نفع ابوبکر شد که بنی اسلمیان که شاخه‌ای از خزرجیان بودند در تعدادی زیاد به مدینه آمدند و با ابوبکر بیعت کردند. بنی اسلمیان عشیره‌ای بودند که عشق و وفاداری‌شان به محمد شهرهٔ عام بود و به همین خاطر توسط محمد به آن‌ها عنوان مهاجرین اطلاق شد. بنی اسلم دشمنی دیرین باانصار داشتند. آن‌ها حتی با اشاره عمر به سعد بن عباده که با ابوبکر بیعت نکرده بود، نیز درگیر شدند.
ابن‌عباس روایت می‌کند که عمر در هنگام شرح واقعه سقیفه، در مورد شتابزده و بدون برنامه بودن بیعت با ابوبکر می‌گوید که «کاری شتاب‌زده (فلته) بود که خدا مردم را از شر آن نگه‌داشت.»

## دیدگاه تاریخی
ویلفرد مادلونگ عنوان می‌کند که هرچند که اکثر تاریخ‌نگاران قبول دارند که سقیفه توسط انصار شروع شد، اما این‌که شورا در ابتدا جهت تعیین خلیفه مسلمانان راه‌اندازی شده بود را زیر سؤال می‌برند. به نوشته مادلونگ، ایده خلافت ایده‌ای نبود که تا آن هنگام در بین مسلمانان مطرح شده باشد. شواهدی مانند گفتگوهای مطرح شده در جلسه نشان می‌دهد که هدف اولیه انصار از تشکیل سقیفه تصمیم‌گیری در مورد نحوهٔ ادارهٔ شهر مدینه پس از درگذشت پیغمبر بوده؛ زیرا اوس و خزرجیان گمان داشتند که پس از درگذشت پیامبر، مهاجرین به مکه بازخواهند گشت و باید برای آینده اداره مدینه توسط ساکنان اولیه آن تصمیم‌گیری شود.
هرچند که اهل سنت و بیشتر تاریخ‌نگاران غربی عنوان می‌دارند که علی به سبب جوانی در زمان درگذشت پیغمبر، و نداشتن تجربه سیاسی شانسی برای خلافت نداشت. مادلونگ بیان می‌دارد که اگر قرار بود جانشینی با توجه به قرابت و نزدیکی فامیلی با محمد تعیین شود، علی با توجه به این‌که داماد و پدر نوه‌های محمد بود، شانس زیادی داشت. همچنین با توجه به آنکه خزرجیان خود را هم‌خون با بنی هاشم می‌دانستند (مادر هاشم پدر عبدالمطلب خزرجی بوده است)، شانس انتخاب یکی از بنی هاشم به عنوان عشیره پیامبر و به‌طور خاص علی وجود داشته است.
هادی عالم زاده، استاد تاریخ و تمدن اسلامی دانشگاه تهران، دلایل انتخاب ابوبکر را چنین برمی‌شمارد:
- اعتبار و شخصیت ابوبکر در میان مشرکین و رقابت‌های طایفه‌ای موجود میان عشیره‌های قریش به‌ویژه میان بنی هاشم، بنی‌امیه و بنی مخزوم، و تعلق ابوبکر به تیرهٔ کم‌اهمیت‌تر بنی تیم که در جنگ قدرت بین این گروه‌ها معمولاً شرکت نداشت و امکان سازش بین تیره‌های رقیب قریش بر سر او را آسان می‌نمود.
- اختلاف و دشمنی دیرینه و ریشه‌دار بین اوس و خزرج و رقابت درونی میان عشیره‌های هر یک از این دو قبیله، از عوامل پیروزی ابوبکر در سقیفه بود. سخنان نقل شده از حباب بن منذر به بشیر بن سعد، و نیز سخن اُسید بن حضیر، از بزرگان اوس، خطاب به اوسیان و هشدار به آنان در مورد احتمال امارت خزرجیان می‌تواند دلیلی بر صحت این فرضیه باشد.
- اشتغال علی، عباس و دیگر بزرگان بنی هاشم به غسل و کفن محمد پیامبر مسلمانان، و عدم حضور آنان در صحنهٔ سقیفه و بیعت.[۴]

## دیدگاه شیعه
شیعیان اعتقاد دارند که ماجرای سقیفه در مخالفت با دستور محمد که قبل از وفاتش علی را به عنوان خلیفه بعد از خودش تعیین کرده بود اتفاق افتاده است؛ و معتقدند که در حجة الوداع آخرین حجی که پیامبر اسلام انجام داده، به هنگام بازگشتن از حج پس از جمع کردن تمام حجاج در محلی به نام غدیر خم بعد از شمردن فضایل علی بن ابیطالب او را به عنوان جانشین خود انتخاب کرده و آیه‌ای نیز در جهت تأیید این امر نازل شده بوده: يَا أَيُّهَا الرَّ‌سُولُ بَلِّغْ مَا أُنزِلَ إِلَيْكَ مِن رَّ‌بِّكَ ۖ وَإِن لَّمْ تَفْعَلْ فَمَا بَلَّغْتَ رِ‌سَالَتَهُ ۚ وَاللَّـهُ يَعْصِمُكَ مِنَ النَّاسِ ۗ إِنَّ اللَّـهَ لَا يَهْدِي الْقَوْمَ الْكَافِرِ‌ينَ/سوره مائده آیه ۶۷.

هم‌چنین در مورد وقایع متعاقب سقیفه، از جمله رویداد خانه فاطمه، منابع و نویسندگان شیعه مانند روحانیان و مراجعی مانند بروجردی، روحانی، شاهرودی و حسین خراسانی معتقدند که فاطمه در اثر صدمات و جراحات وارده که در حین رویداد اتفاق افتاد و منجر به شکستگی پهلو و سقط جنین وی گردید، کشته شده است.
هادی عالم‌زاده دیدگاه علمای شیعه در مورد سقیفه را چنین برمی‌شمارد:
1. ترک لشکر اسامه بن زید و بازگشت به مدینه…
2. نفی و انکار وفات پیامبر توسط عمر
3. خودداری از آوردن کاغذ و دوات برای محمد به نقل از منابعی مانند مسلم، بخاری، و ابن سعد
4. تلاش برای تصدی امامت نماز به جای محمد در ایام بیماری محمد
5. این موارد بنابر دیدگاه شیعه نشان از برنامه‌ریزی قبلی ابوبکر برای این واقعه می‌باشد. به گفته آنان برخلاف آنچه عمر ادعا کرده است بیعت ابوبکر کاری شتاب‌زده و بی‌اندیشه (فلته) نبوده است.[۴]